# Diocèse de Toruń
Le diocèse de Toruń (en latin : Dioecesis Thoruniensis) est un diocèse catholique de Pologne de la province ecclésiastique de Gdańsk dont le siège est situé à Toruń. Le diocèse comprend 15 municipalités du centre-nord de la Pologne, à savoir 11 dans la voïvodie de Couïavie-Poméranie et 4 dans celle de Warmie-Mazurie. Le territoire couvre 5 427 km², et il est divisé en 17 doyennés et 196 paroisses, servis par 3 diacres et 464 prêtre.  

## Historique
Le diocèse de Toruń a été créé le 25 mars 1992 par la bulle Totus tuus Poloniae populus du pape Jean-Paul II, à partir du diocèse de Chełmno et de l'archidiocèse de Gniezno. 

## Églises importantes du diocèse
- L'église Saint-Jean-Baptiste-et-Saint-Jean-l'Évangéliste (en polonais : Bazylika katedralna św. Jana Chrzciciela i św. Jana Ewangelisty) de Toruń.

- La cocathédrale de la Sainte-Trinité (en polonais : Bazylika Konkatedralna Trójcy Świętej) de Chełmża.

- Basiliques mineures :
  - Basilique collégiale Saint-Nicolas (en polonais : Bazylika kolegiacka św. Mikołaja) de Grudziądz,
  - Basilique Saint-Thomas-Apôtre (en polonais : Bazylika św. Tomasza Apostoła) de Nowe Miasto Lubawskie,

## Évêques
- Andrzej Wojciech Suski, du 25 mars 1992 jusqu'à sa retraite le 11 novembre 2017,
- Wiesław Śmigiel, du 11 novembre 2017 jusqu'au 13 septembre 2024, date où il est nommé archevêque de Szczecin-Kamień,
- Arkadiusz Okroj (pl), depuis le 5 avril 2025.

- Évêques auxiliaires
  - Jan Chrapek (C.S.M.A.), du 20 juin 1994 jusqu'au 28 juin 1999,
  - Józef Szamocki, depuis le 20 avril 2000.